# Alise
L'alise est un fruit rouge de l'alisier qui a une saveur acidulée.
On cultive plusieurs espèces d'alisiers :
- Alisier blanc
- Alisier de Fontainebleau, etc.

## Prénom
Alise (féminin) et Alisier (masculin) sont des prénoms autorisés en France depuis 1966, au titre de fruits, fleurs et végétaux (Olive, Olivier...).

## Toponyme
- Alise-Sainte-Reine, commune française